# 皮氏寄居蟹
皮氏寄居蟹（学名：Pagurus pitagsaleei）为寄居蟹科寄居蟹屬下的一个种。